# Coppa del mondo di mountain bike 2001
La Coppa del mondo di mountain bike 2001 organizzata dall'Unione Ciclistica Internazionale (UCI) e supportata da Tissot, si disputò su quattro discipline: cross country, Cronometro, downhill e dual slalom, con otto tappe per ogni disciplina. La terza tappa di downhill e dual slalom e la quarta di cross country, originariamente previste a Whistler, furono spostate a Grouse Mountain.

## Cross country
| Data              | Luogo               | Vincitore            | Vincitrice         |
| ----------------- | ------------------- | -------------------- | ------------------ |
| 8 aprile          | Napa Valley         | José Antonio Hermida | Barbara Blatter    |
| 13 maggio         | Sarntal - Sarentino | Miguel Martinez      | Marga Fullana      |
| 20 maggio         | Houffalize          | Roland Green         | Marga Fullana      |
| 8 luglio          | Grouse Mountain     | Christoph Sause      | Barbara Blatter    |
| 15 luglio         | Durango             | Julien Absalon       | Mary Grigson       |
| 5 agosto          | Leysin              | Miguel Martinez      | Laurence Leboucher |
| 12 agosto         | Kaprun              | Thomas Frischknecht  | Marga Fullana      |
| 26 agosto         | Mont-Sainte-Anne    | Roland Green         | Chrissy Redden     |
| Classifica finale | Classifica finale   | Roland Green         | Barbara Blatter    |

## Cronometro - Time trial
| Data              | Luogo               | Vincitore                   | Vincitrice                  |
| ----------------- | ------------------- | --------------------------- | --------------------------- |
| 7 aprile          | Napa Valley         | Marco Bui                   | Chrissy Redden              |
| 12 maggio         | Sarntal - Sarentino | Miguel Martinez             | Marga Fullana               |
| 19 maggio         | Houffalize          | Marco Bui                   | Marga Fullana               |
| 4 agosto          | Leysin              | Julien Absalon              | Marga Fullana               |
| 11 agosto         | Kaprun              | Gara cancellata per pioggia | Gara cancellata per pioggia |
| Classifica finale | Classifica finale   | Marco Bui                   | Barbara Blatter             |

## Downhill
| Data              | Luogo             | Vincitore        | Vincitrice             |
| ----------------- | ----------------- | ---------------- | ---------------------- |
| 10 giugno         | Maribor           | Steve Peat       | Anne-Caroline Chausson |
| 17 giugno         | Vars              | Steve Peat       | Anne-Caroline Chausson |
| 8 luglio          | Grouse Mountain   | Fabien Barel     | Anne-Caroline Chausson |
| 15 luglio         | Durango           | Mickael Pascal   | Anne-Caroline Chausson |
| 29 luglio         | Arai              | Nicolas Vouilloz | Anne-Caroline Chausson |
| 5 agosto          | Leysin            | Mickael Pascal   | Katja Repo             |
| 12 agosto         | Kaprun            | Greg Minnaar     | Anne-Caroline Chausson |
| 26 agosto         | Mont-Sainte-Anne  | Chris Kovarik    | Sabrina Jonnier        |
| Classifica finale | Classifica finale | Greg Minnaar     | Anne-Caroline Chausson |

## Dual slalom
| Data              | Luogo             | Vincitore                   | Vincitrice                  |
| ----------------- | ----------------- | --------------------------- | --------------------------- |
| 9 giugno          | Maribor           | Brian Lopes                 | Anne-Caroline Chausson      |
| 16 giugno         | Vars              | Gara cancellata per pioggia | Gara cancellata per pioggia |
| 7 luglio          | Grouse Mountain   | Brian Lopes                 | Leigh Donovan               |
| 14 luglio         | Durango           | Brian Lopes                 | Leigh Donovan               |
| 28 luglio         | Arai              | Wade Bootes                 | Leigh Donovan               |
| 4 agosto          | Leysin            | Brian Lopes                 | Katrina Miller              |
| 11 agosto         | Kaprun            | Brian Lopes                 | Katrina Miller              |
| 25 agosto         | Mont-Sainte-Anne  | Eric Carter                 | Leigh Donovan               |
| Classifica finale | Classifica finale | Brian Lopes                 | Leigh Donovan               |